# Nekrolog 4. Quartal 1959
Nekrolog
◄◄
| ◄
| 1955
| 1956
| 1957
| 1958
| 1959 | 1960 | 1961 | 1962 | 1963 | ► | ►►
1. Quartal |
2. Quartal |
3. Quartal |
4. Quartal 1959
Weitere Ereignisse | Allgemeiner Nekrolog 1959
Die Beschreibung der verstorbenen Person sollte so kurz wie möglich gehalten sein und nur deren signifikante Tätigkeit(en) enthalten.
Neue Namen ggf. auch unter dem Geburts- und Sterbedatum, also etwa unter 1. Januar und im Geburts- und Sterbejahr (2024) eintragen (nur bei entsprechender großer Wichtigkeit). Für Beispiele siehe die schon vorhandenen Artikel.
Außerdem über die fünf zuletzt Verstorbenen, zu denen es einen ausreichend guten Artikel für eine Präsentation auf der Hauptseite gibt, nach der todesbedingten Überarbeitung der Artikel ggf. auch unter Wikipedia Diskussion:Hauptseite informieren und sie am besten auch in den anderen Wikipedia-Sprachversionen eintragen. Tipp: Regelmäßig bei news.google.de nach „ist tot“, „gestorben“ oder „verstorben“ suchen.
Wenn eine Person gestorben ist, gibt es viele Seiten zu dieser Person in der Wikipedia, die davon auch betroffen sind und entsprechend aktualisiert werden müssen. Beispiele: Namenübersichtsseite, Geburtsjahr, Geburtsort-Seiten und viele mehr.
Wie finde ich die betroffenen Seiten?
Im Suchfeld auf der linken Seite gibt man den Suchbegriff so ein: „Vorname Nachname“. Dann klickt man auf Volltext und alle Seiten mit entsprechendem Suchtext werden aufgerufen. Hier sieht man dann schnell, wo auch das Todesjahr Sinn macht oder sogar ein Teil des Artikels angepasst werden muss. Auch hilft das „Werkzeug“ auf der linken Seite sehr gut, um solche Seiten aufzufinden: „Links auf diese Seite“. Somit ist die Wikipedia wieder aktuell in allen Bereichen! Hinweis: bei Eintragung der Kategorie „Gestorben JAHR“ wird der Missbrauchsfilter 49 ausgelöst, was jedoch nicht schlimm ist. Siehe: Spezial:Missbrauchsfilter/49
Dies ist eine Liste von im vierten Quartal 1959 verstorbenen bekannten Persönlichkeiten. Die Einträge erfolgen innerhalb der einzelnen Daten alphabetisch sortiert. Tiere sind im Nekrolog für Tiere zu finden.

## Oktober
| Tag         | Name                              | Beruf, bekannt als                                                                                              | Alter | Beleg |
| ----------- | --------------------------------- | --- | ----- | ----- |
| 1. Oktober  | Enrico De Nicola                  | italienischer Jurist und Politiker                                                                              | 81    |       |
| 1. Oktober  | Emil Hegetschweiler               | Schweizer Kabarettist und Schauspieler                                                                          | 71    |       |
| 1. Oktober  | Karl Gottfried Hugelmann          | österreichischer Rechtswissenschaftler und Politiker (CSP), Mitglied des Bundesrates                            | 80    |       |
| 1. Oktober  | Alexander Hunzinger               | deutscher Schauspieler                                                                                          | 48    |       |
| 1. Oktober  | José Humberto Paparoni            | venezolanischer römisch-katholischer Geistlicher                                                                | 39    |       |
| 2. Oktober  | Erich Bührig                      | deutscher Gewerkschafter                                                                                        | 63    |       |
| 2. Oktober  | William Guy Carr                  | kanadischer Offizier und Autor                                                                                  | 64    |       |
| 2. Oktober  | Georg Fey                         | deutscher Politiker (CSU)                                                                                       | 76    |       |
| 2. Oktober  | Eduard Hallier                    | deutscher Rechtsanwalt                                                                                          | 93    |       |
| 2. Oktober  | Claude Kogan                      | französische Bergsteigerin                                                                                      |       |       |
| 2. Oktober  | Géza de Kresz                     | österreich-ungarisch-kanadischer Geiger, Musikpädagoge und Komponist                                            | 77    |       |
| 2. Oktober  | Ahmet Muhtar Merter               | türkischer Widerstandskämpfer                                                                                   | 68    |       |
| 2. Oktober  | Albert Oeser                      | deutscher Wirtschaftsjournalist                                                                                 | 81    |       |
| 3. Oktober  | William Bishop                    | US-amerikanischer Schauspieler                                                                                  | 41    |       |
| 3. Oktober  | Karl Burger                       | deutscher Fußballspieler                                                                                        | 75    |       |
| 3. Oktober  | Ludwig Hofmeister                 | deutscher Fußballtorhüter                                                                                       | 71    |       |
| 3. Oktober  | Tochigiyama Moriya                | japanischer Sumōringer und 27. Yokozuna                                                                         | 67    |       |
| 3. Oktober  | Raúl Muñoz                        | chilenischer Fußballspieler                                                                                     | 40    |       |
| 3. Oktober  | Friedrich-Heinrich Neumann        | deutscher Musikwissenschaftler                                                                                  | 34    |       |
| 4. Oktober  | Hubert Lauer                      | deutscher Verwaltungsführer im KZ Sachsenhausen                                                                 | 62    |       |
| 5. Oktober  | Vojtěch Kryšpín                   | tschechischer Ingenieur und Lokomotiv-Konstrukteur                                                              | 83    |       |
| 5. Oktober  | Josip Mandić                      | jugoslawischer Komponist                                                                                        | 76    |       |
| 5. Oktober  | Eitel-Friedrich von Rabenau       | deutscher evangelischer Theologe und Pastor                                                                     | 75    |       |
| 5. Oktober  | Paul Silverberg                   | deutscher Industrieller                                                                                         | 83    |       |
| 5. Oktober  | Wilhelm Weber                     | deutscher Politiker, MdR                                                                                        | 83    |       |
| 6. Oktober  | Bernard Berenson                  | US-amerikanischer Kunsthistoriker                                                                               | 94    |       |
| 6. Oktober  | Max Kästner                       | deutscher Lehrer, Heimatforscher und Naturschützer                                                              | 84    |       |
| 6. Oktober  | Balthasar van der Pol             | niederländischer Elektroingenieur und Physiker                                                                  | 70    |       |
| 6. Oktober  | Boris Sacharow                    | deutscher Yogalehrer                                                                                            | 59    |       |
| 7. Oktober  | Giovanni Germanetto               | italienischer Politiker (KPI), Gewerkschafter und Autor                                                         | 74    |       |
| 7. Oktober  | Richard Herbertz                  | Schweizer Philosoph                                                                                             | 81    |       |
| 7. Oktober  | Mario Lanza                       | italo-US-amerikanischer Opernsänger (Tenor) und Schauspieler                                                    | 38    |       |
| 7. Oktober  | Michael Walla                     | österreichischer Gärtner und Politiker (ÖVP), Abgeordneter zum Nationalrat                                      | 67    |       |
| 8. Oktober  | Bernd Aldenhoff                   | deutscher Opernsänger (Tenor)                                                                                   | 51    |       |
| 8. Oktober  | Pieter Hendrik van Cittert        | niederländischer Physiker und Wissenschaftshistoriker                                                           | 70    |       |
| 8. Oktober  | Julius Kallus                     | Beamter und Widerstandskämpfer                                                                                  | 73    |       |
| 8. Oktober  | Otto Misbach                      | deutscher Gewerkschaftsfunktionär und Landtagsabgeordneter                                                      | 87    |       |
| 8. Oktober  | Guillermo Riveros                 | chilenischer Fußballspieler                                                                                     | 57    |       |
| 9. Oktober  | Paul W. Baade                     | US-amerikanischer Offizier, Generalmajor der US Army                                                            | 70    |       |
| 9. Oktober  | Bep Boon-van der Starp            | niederländische Widerstandskämpferin                                                                            | 75    |       |
| 9. Oktober  | Hermann Conrad                    | deutscher Heimatforscher                                                                                        | 69    |       |
| 9. Oktober  | Thomas Joseph Danehy              | US-amerikanischer römisch-katholischer Ordensgeistlicher, Apostolischer Administrator von Pando                 | 45    |       |
| 9. Oktober  | Jakob Feilhuber                   | deutscher Ringer                                                                                                | 46    |       |
| 9. Oktober  | Willi Haas                        | deutscher Politiker                                                                                             | 57    |       |
| 9. Oktober  | Ellen Isenta                      | deutsche Schauspielerin                                                                                         | 74    |       |
| 9. Oktober  | Ishii Shirō                       | japanischer Mediziner                                                                                           | 67    |       |
| 9. Oktober  | Ebbe Kjeld Rasmussen              | dänischer Physiker                                                                                              | 58    |       |
| 9. Oktober  | Henry Tizard                      | englischer Chemiker, Erfinder und Rektor des Imperial College London (1929–1942)                                | 74    |       |
| 10. Oktober | Frédéric Bruynseels               | belgischer Segler                                                                                               | 71    |       |
| 10. Oktober | Curt Godlewski                    | deutscher Verwaltungsjurist                                                                                     | 79    |       |
| 11. Oktober | Jindřich Andrial                  | tschechoslowakischer Diplomat                                                                                   | 71    |       |
| 11. Oktober | Theodor Danegger                  | österreichischer Schauspieler                                                                                   | 68    |       |
| 11. Oktober | Johannes Kunze                    | deutscher Politiker, MdL, MdB                                                                                   | 67    |       |
| 11. Oktober | Oswald Pirow                      | südafrikanischer Anwalt und Politiker                                                                           | 69    |       |
| 11. Oktober | Adriana van Rees-Dutilh           | niederländische Künstlerin                                                                                      | 83    |       |
| 11. Oktober | Willy Schmidt                     | deutscher Maler                                                                                                 | 63    |       |
| 11. Oktober | Joan Serrahima i Bofill           | spanischer Leichtathlet                                                                                         | 54    |       |
| 12. Oktober | Arnolt Bronnen                    | österreichischer Schriftsteller                                                                                 | 64    |       |
| 12. Oktober | Owen Saunders-Davies              | britischer Automobilrennfahrer                                                                                  | 58    |       |
| 12. Oktober | Otto Schlüter                     | deutscher Siedlungsgeograph                                                                                     | 86    |       |
| 13. Oktober | Eric John Holmyard                | britischer Wissenschaftshistoriker                                                                              | 68    |       |
| 13. Oktober | Hsu Yun                           | buddhistischer Lehrer, Zen-Meister                                                                              |       |       |
| 13. Oktober | Rudolf Mengelberg                 | niederländischer Komponist und Musikwissenschaftler                                                             | 67    |       |
| 13. Oktober | Robert Schröder                   | deutscher Gynäkologe                                                                                            | 75    |       |
| 13. Oktober | Karl Uller                        | deutscher Physiker und Hochschullehrer                                                                          | 87    |       |
| 13. Oktober | Margarete Winkler                 | deutsche Malerin                                                                                                | 82    |       |
| 14. Oktober | Errol Flynn                       | australischer Filmschauspieler                                                                                  | 50    |       |
| 14. Oktober | Pierre Merlat                     | französischer Althistoriker                                                                                     | 48    |       |
| 14. Oktober | Heinz Meyer                       | deutscher Politiker, MdBB, WiRa, MdB                                                                            | 62    |       |
| 14. Oktober | Phetsarath                        | laotischer Politiker                                                                                            | 69    |       |
| 14. Oktober | Bohuslav Pospíšil                 | tschechischer evangelischer Theologe                                                                            | 54    |       |
| 14. Oktober | Karl Scharrer                     | österreichischer Agrikulturchemiker                                                                             | 67    |       |
| 14. Oktober | Günther Tamaschke                 | deutscher SS-Standartenführer, Lagerdirektor des KZ Lichtenburg und KZ Ravensbrück                              | 63    |       |
| 14. Oktober | Alphonse Trent                    | US-amerikanischer Jazz-Bandleader und Pianist                                                                   | 54    |       |
| 14. Oktober | Paul ver Eecke                    | belgischer Mathematikhistoriker                                                                                 | 92    |       |
| 15. Oktober | Stepan Bandera                    | ukrainischer Politiker                                                                                          | 50    |       |
| 15. Oktober | Leopold Fejér                     | ungarischer Mathematiker                                                                                        | 79    |       |
| 15. Oktober | Goswin Peter Gath                 | deutscher Schriftsteller                                                                                        | 61    |       |
| 15. Oktober | Henri Gavel                       | französischer Romanist, Hispanist, Okzitanist und Baskologe                                                     | 79    |       |
| 15. Oktober | Robert von Keyserlingk-Cammerau   | deutscher Staatsrechtler, Ministerialbeamter und Mitbegründer der Deutschnationalen Volkspartei (DNVP)          | 93    |       |
| 15. Oktober | Felix Ortt                        | niederländischer Autor                                                                                          | 93    |       |
| 15. Oktober | Pranciškus Ramanauskas            | litauischer Geistlicher, katholischer Weihbischof in Telšiai und Hochschullehrer                                | 65    |       |
| 15. Oktober | Henk Robijns                      | niederländischer Karambolagespieler                                                                             | 75    |       |
| 16. Oktober | Minor Hall                        | US-amerikanischer Jazzschlagzeuger                                                                              | 62    |       |
| 16. Oktober | George C. Marshall                | US-amerikanischer General of the Army und Staatsmann                                                            | 78    |       |
| 16. Oktober | Margarete Merores                 | österreichisch-britische Historikerin                                                                           | 78    |       |
| 16. Oktober | Walter Pauly                      | deutscher Verwaltungsjurist, Landrat in Ostpreußen                                                              | 88    |       |
| 16. Oktober | Julius Pirson                     | deutscher Romanist belgischer Abstammung                                                                        | 88    |       |
| 16. Oktober | Hans Wiedemann                    | deutscher Politiker, MdV, Oberbürgermeister von Weimar                                                          | 71    |       |
| 17. Oktober | Georges Boréal                    | französischer Automobilrennfahrer                                                                               | 69    |       |
| 17. Oktober | Tomáš Čep                         | tschechoslowakischer Soziologe                                                                                  | 73    |       |
| 17. Oktober | Otto Feick                        | Erfinder des Rhönrads                                                                                           | 69    |       |
| 17. Oktober | August Theodor Kirsch junior      | österreichischer Zeitungsherausgeber                                                                            | 57    |       |
| 17. Oktober | Curt Risch                        | deutscher Eisenbahningenieur und Hochschullehrer                                                                | 80    |       |
| 17. Oktober | Moritz Ruckhaeberle               | Schweizer Kaufmann, Schauspieler und Bühnenautor                                                                | 78    |       |
| 17. Oktober | Nikolai Gurjewitsch Tschetajew    | russischer Physiker, Mathematiker und Hochschullehrer                                                           | 56    |       |
| 18. Oktober | André Bonnard                     | Schweizer Gräzist                                                                                               | 71    |       |
| 18. Oktober | Charles Bugbee                    | britischer Wasserballspieler                                                                                    | 72    |       |
| 18. Oktober | Boughera El-Ouafi                 | französisch-algerischer Marathonläufer                                                                          | 61    |       |
| 18. Oktober | Helmuth Gmelin                    | deutscher Schauspieler und Theaterleiter                                                                        | 68    |       |
| 18. Oktober | Edward Hanson                     | US-amerikanischer Politiker                                                                                     | 70    |       |
| 18. Oktober | Arthur Edwin Hill                 | britischer Wasserballspieler                                                                                    | 71    |       |
| 18. Oktober | Frederick J. Horne                | US-amerikanischer Admiral                                                                                       | 79    |       |
| 18. Oktober | Paul Kracht                       | deutscher Leinenfabrikant                                                                                       | 96    |       |
| 18. Oktober | Fritz Reuter                      | österreichischer Rechtsmediziner                                                                                | 84    |       |
| 18. Oktober | Ernst Wüst                        | deutscher Klassischer Philologe und Gymnasiallehrer                                                             | 84    |       |
| 19. Oktober | Stanley Bate                      | englischer Komponist                                                                                            | 47    |       |
| 19. Oktober | Karl Eugen Dellenbusch            | deutscher Jurist, Vizeoberpräsident der Rheinprovinz, Jurist, Regierungspräsident und Vorsitzender des Sauer... | 58    |       |
| 19. Oktober | Ebrahim Hakimi                    | Premierminister des Iran                                                                                        |       |       |
| 19. Oktober | Thorleif Holbye                   | norwegischer Segler                                                                                             | 76    |       |
| 19. Oktober | Josef Hoop                        | liechtensteinischer Politiker                                                                                   | 63    |       |
| 19. Oktober | Alfred Till                       | österreichischer Paläontologe, Bodenkundler und Geologe                                                         | 80    |       |
| 20. Oktober | Johann Baumann                    | deutscher Maler                                                                                                 | 77    |       |
| 20. Oktober | Johannes Hansen                   | dänischer Turner                                                                                                | 76    |       |
| 20. Oktober | Werner Krauß                      | deutscher Schauspieler                                                                                          | 75    |       |
| 20. Oktober | Arthur Långfors                   | finnischer Romanist, Hochschulrektor und Diplomat                                                               | 78    |       |
| 20. Oktober | Clarence McKerrow                 | kanadischer Lacrosse- und Eishockeyspieler                                                                      | 82    |       |
| 20. Oktober | Gustav Roller                     | deutscher Fußballspieler                                                                                        | 64    |       |
| 20. Oktober | Maria Sazarina                    | russische Tänzerin und Schauspielerin                                                                           | 45    |       |
| 20. Oktober | Mathilde Stegmayer                | deutsche Malerin und Kunsthandwerkerin                                                                          | 85    |       |
| 21. Oktober | Charles Druck                     | französischer Automobilrennfahrer                                                                               | 59    |       |
| 21. Oktober | Alois Ederer                      | deutscher Schachkomponist                                                                                       | 65    |       |
| 21. Oktober | Heinrich Goedecke                 | deutscher Politiker, Landrat des Landkreises Siegen, Regierungspräsident des Regierungsbezirkes Münster und ... | 78    |       |
| 21. Oktober | Wilhelm von Kaufmann              | deutscher Arzt und Filmproduzent                                                                                | 71    |       |
| 21. Oktober | Willy Rößler                      | deutscher Gewerkschafter und Widerstandskämpfer                                                                 | 75    |       |
| 21. Oktober | Carl Rungius                      | deutschamerikanischer Wildtiermaler                                                                             | 90    |       |
| 21. Oktober | August Schmid-Lindner             | deutscher Komponist                                                                                             | 89    |       |
| 21. Oktober | Erich Becker                      | deutscher Theologe und christlicher Archäologe                                                                  | 75    |       |
| 22. Oktober | Ruth Beutler                      | deutsche Zoologin                                                                                               | 62    |       |
| 22. Oktober | Wilhelm von Brehmer               | deutscher Pharmazeut und Alternativmediziner                                                                    | 76    |       |
| 22. Oktober | Jorgos Busianis                   | griechischer Maler                                                                                              | 73    |       |
| 22. Oktober | Klara Mautner                     | österreichische Journalistin und Übersetzerin                                                                   | 80    |       |
| 23. Oktober | Jean Bosc                         | französischer Politiker, Mitglied der Nationalversammlung                                                       | 84    |       |
| 23. Oktober | Gerda Lundequist                  | schwedische Schauspielerin                                                                                      | 88    |       |
| 23. Oktober | Gustav Quedenfeldt                | deutscher Librettist                                                                                            | 88    |       |
| 24. Oktober | Walter Freytag                    | deutscher evangelischer Theologe, Missionar und Hochschullehrer                                                 | 60    |       |
| 24. Oktober | Charles Richardson Jeffs          | US-amerikanischer Marineoffizier                                                                                | 66    |       |
| 24. Oktober | Erwin Lohrengel                   | deutscher Politiker, MdA                                                                                        | 51    |       |
| 24. Oktober | Hermann Marwede                   | deutscher Kaufmann                                                                                              | 81    |       |
| 24. Oktober | Charlton Watson Spinks            | britischer General und letzter Sirdar von Ägypten                                                               |       |       |
| 24. Oktober | Max Stülpner                      | deutscher Politiker (NSDAP), MdR, MdL                                                                           | 77    |       |
| 25. Oktober | Joseph Friedrich Abert            | deutscher Historiker und Staatsarchivar                                                                         | 80    |       |
| 25. Oktober | Mylie Fletcher                    | kanadischer Sportschütze                                                                                        | 91    |       |
| 25. Oktober | Eugène Tamburlini                 | französischer Radrennfahrer                                                                                     | 28    |       |
| 26. Oktober | Charles R. Eckert                 | US-amerikanischer Politiker                                                                                     | 91    |       |
| 26. Oktober | Roland Eisenlohr                  | deutscher Luftfahrttechniker und Bauingenieur                                                                   | 72    |       |
| 26. Oktober | Caprina Fahey                     | englisch-britische Suffragette                                                                                  | 76    |       |
| 26. Oktober | Ernst Fast                        | schwedischer Leichtathlet                                                                                       | 78    |       |
| 26. Oktober | Januarius Kyūnosuke Hayasaka      | japanischer Geistlicher, römisch-katholischer Bischof von Nagasaki                                              | 76    |       |
| 26. Oktober | Ludwig Heilmann                   | deutscher Generalmajor der Fallschirmtruppe                                                                     | 56    |       |
| 26. Oktober | Fritz Koerner                     | deutscher Pädagoge, Hochschullehrer und Geograph                                                                | 66    |       |
| 25. Oktober | Franz-Josef Kuhn                  | deutscher Landwirt und Politiker                                                                                | 76    |       |
| 26. Oktober | Pedro Hugo López                  | chilenischer Fußballspieler                                                                                     | 32    |       |
| 26. Oktober | Max Söldner                       | deutscher Gewerkschafter                                                                                        | 67    |       |
| 26. Oktober | Nikolaus von Vormann              | deutscher Offizier, zuletzt General der Panzertruppe und Militärschriftsteller                                  | 63    |       |
| 26. Oktober | Wanny Woldstad                    | erste Eisbärenjägerin auf Spitzbergen                                                                           | 66    |       |
| 27. Oktober | Julius Baum                       | deutscher Kunsthistoriker                                                                                       | 77    |       |
| 27. Oktober | Alfred Büchi                      | Schweizer Ingenieur und Nationalrat der LdU                                                                     | 80    |       |
| 27. Oktober | Reginald L. Harris                | US-amerikanischer Politiker                                                                                     | 69    |       |
| 27. Oktober | Martin Hawkins                    | US-amerikanischer Hürdenläufer                                                                                  | 71    |       |
| 27. Oktober | Thomas Riss                       | österreichischer Maler                                                                                          | 87    |       |
| 27. Oktober | Adolf Stockleben                  | deutscher Politiker, MdL                                                                                        | 57    |       |
| 28. Oktober | Walther Bauersfeld                | deutscher Ingenieur und Physiker                                                                                | 80    |       |
| 28. Oktober | Adriaan de Buck                   | niederländischer Ägyptologe und Theologe                                                                        | 67    |       |
| 28. Oktober | Camilo Cienfuegos                 | kubanischer Revolutionär                                                                                        | 27    |       |
| 28. Oktober | Kurt Dieckert                     | deutscher Architekt, Baurat und Offizier; militärgeschichtlicher Chronist von Ostpreußens Untergang             | 65    |       |
| 28. Oktober | Ernst Frankenstein                | deutscher Rechtsgelehrter und Rechtsanwalt                                                                      | 78    |       |
| 28. Oktober | Egon Kornauth                     | österreichischer Komponist                                                                                      | 68    |       |
| 28. Oktober | Adolf Lenz                        | österreichischer Kriminologe und Strafrechtler                                                                  | 91    |       |
| 29. Oktober | Octávio Augusto Chagas de Miranda | brasilianischer Geistlicher, römisch-katholischer Bischof von Pouso Alegre                                      | 78    |       |
| 29. Oktober | Edith Clarke                      | US-amerikanische Ingenieurin und Professorin für Elektrotechnik                                                 | 76    |       |
| 29. Oktober | Gonzalo Iturbe                    | spanischer Fußballspieler                                                                                       | 37    |       |
| 29. Oktober | Paul Laufer                       | Schweizer evangelischer Geistlicher und Hochschullehrer                                                         | 88    |       |
| 29. Oktober | Sisavang Vong                     | König von Laos (1904–1959)                                                                                      | 74    |       |
| 29. Oktober | Iwan Todorow Stranski             | bulgarischer Agrarwissenschaftler                                                                               | 73    |       |
| 29. Oktober | Hansfritz Werner                  | deutscher Zeichner und Bildhauer                                                                                | 65    |       |
| 29. Oktober | Theodor Zeller                    | deutscher Verwaltungsbeamter                                                                                    | 57    |       |
| 30. Oktober | Noel Francis                      | US-amerikanische Schauspielerin                                                                                 | 53    |       |
| 30. Oktober | Cesarino Franco                   | italienischer Flötist und Komponist                                                                             | 74    |       |
| 30. Oktober | Hill McAlister                    | US-amerikanischer Politiker                                                                                     | 84    |       |
| 30. Oktober | James Allan Mollison              | schottischer Flugpionier                                                                                        | 54    |       |
| 30. Oktober | Theodor Schapp                    | deutscher Elektroingenieur, Unternehmer und Manager                                                             | 82    |       |
| 30. Oktober | Heinrich Stamerjohann             | deutscher Landwirt, Kommunalpolitiker und Bauernfunktionär                                                      | 87    |       |
| 31. Oktober | Jean Cabannes                     | französischer Physiker                                                                                          | 74    |       |
| 31. Oktober | Gustav Gihr                       | deutscher Offizier, zuletzt Generalmajor im Zweiten Weltkrieg                                                   | 65    |       |
| 31. Oktober | Peter Lütsches                    | deutscher Politiker (Zentrum/CDU), MdL, Journalist und Verbandsfunktionär                                       | 60    |       |
| 31. Oktober | Sophie Pemberton                  | kanadische Malerin                                                                                              | 90    |       |
| 31. Oktober | Josef Steinhausen                 | deutscher Archäologe                                                                                            | 74    |       |

## November
| Tag          | Name                                  | Beruf, bekannt als                                                                                 | Alter | Beleg |
| ------------ | ------------------------------------- | -------------------------------------------------------------------------------------------------- | ----- | ----- |
| 1. November  | Theodore Barkhausen                   | deutsche Diakonisse und langjährige Leiterin des Auguste-Victoria-Hospitals in Jerusalem           | 90    |       |
| 1. November  | Plinio Fraccaro                       | italienischer Althistoriker                                                                        | 76    |       |
| 1. November  | Alfhild Tamm                          | schwedische Medizinerin und Psychiaterin                                                           | 83    |       |
| 1. November  | Bruno Wehnert                         | deutscher Pädagoge und Religions- und Sprachwissenschaftler                                        | 84    |       |
| 1. November  | Curt Witte                            | deutscher Maler                                                                                    | 77    |       |
| 1. November  | Zhang Jinghui                         | chinesischer General und mandschurischer Politiker                                                 |       |       |
| 2. November  | Stanislaus Bialkowski                 | deutscher Schriftsteller                                                                           | 61    |       |
| 2. November  | Charles Brackenbury                   | britischer Automobilrennfahrer                                                                     | 52    |       |
| 2. November  | Tino Danieli                          | italienischer Automobilrennfahrer                                                                  | 72    |       |
| 2. November  | August Enderle                        | sozialistischer Politiker, Gewerkschafter und Journalist                                           | 72    |       |
| 2. November  | Federico Tedeschini                   | italienischer Kardinal der römisch-katholischen Kirche                                             | 86    |       |
| 3. November  | Hubert Franz Maria von Andlau-Homburg | Adeliger, Bürgermeister, Abgeordneter im französischen Senat                                       | 91    |       |
| 3. November  | Arthur Bauer                          | deutscher Kaufmann und Alpinist                                                                    | 63    |       |
| 3. November  | Wilhelm Koehler                       | deutscher Kunsthistoriker                                                                          | 74    |       |
| 3. November  | Friedrich Niggli                      | Schweizer Komponist und Musikpädagoge                                                              | 83    |       |
| 3. November  | Bernhard Ordemann                     | deutscher Verwaltungsjurist, Präsident des Gauarbeitsamtes Oberschlesien                           | 72    |       |
| 3. November  | Walter Rothkegel                      | deutscher Bodenkundler und Taxwissenschaftler                                                      | 84    |       |
| 3. November  | Otto Herman Swezey                    | US-amerikanischer Entomologe                                                                       | 90    |       |
| 4. November  | Erwin Blasius                         | deutscher Jurist                                                                                   | 89    |       |
| 4. November  | Charles A. Boyle                      | US-amerikanischer Politiker                                                                        | 52    |       |
| 4. November  | Steven V. Carter                      | US-amerikanischer Politiker                                                                        | 44    |       |
| 4. November  | Joseph Gerdes                         | Landrat des Kreises Warendorf (1934–1945)                                                          | 75    |       |
| 4. November  | Patrick Michael Grundy                | britischer Mathematiker                                                                            | 41    |       |
| 4. November  | Kurt Herrmann                         | deutscher Architekt, Verleger und Industrieller                                                    | 71    |       |
| 4. November  | Georgios Karslidis                    | griechischer Mönch, Ältester (Geronta) und Heiliger                                                |       |       |
| 4. November  | Emile Mary                            | französischer Automobilrennfahrer                                                                  | 61    |       |
| 4. November  | Hans-Heinrich Ostmann                 | deutscher Mathematiker                                                                             | 46    |       |
| 4. November  | Paul Périgord                         | US-amerikanischer Romanist französischer Herkunft                                                  | 77    |       |
| 4. November  | Heinrich Retzmann                     | deutscher Marineoffizier, zuletzt Konteradmiral sowie Marineattaché und Geschäftsmann              | 87    |       |
| 4. November  | Manuel Felipe Rugeles                 | venezolanischer Lyriker und Essayist                                                               | 56    |       |
| 4. November  | Charles Robert Smith                  | britischer Kolonialgouverneur von North-Borneo                                                     | 71    |       |
| 4. November  | Friedrich Waismann                    | österreichischer Mathematiker, Physiker und Philosoph                                              | 63    |       |
| 5. November  | Alvin Bush                            | US-amerikanischer Politiker                                                                        | 66    |       |
| 5. November  | Walther Jansen                        | Mitbegründer des Deutschen Pfadfinderbundes                                                        | 62    |       |
| 5. November  | Paul Kickstat                         | deutscher Organist und Musikpädagoge                                                               | 66    |       |
| 5. November  | Günther Podola                        | deutscher Krimineller                                                                              | 30    |       |
| 6. November  | Juan Carlos Dávalos                   | argentinischer Schriftsteller                                                                      | 72    |       |
| 6. November  | Elisabeth Engler                      | deutsche Portraitmalerin                                                                           | 84    |       |
| 6. November  | José P. Laurel                        | philippinischer Präsident                                                                          | 68    |       |
| 6. November  | Iwan Iljitsch Leonidow                | russischer Architekt und Hochschullehrer                                                           | 57    |       |
| 6. November  | Aarne Pelkonen                        | finnischer Turner                                                                                  | 67    |       |
| 6. November  | Kurt Runge                            | deutscher Ruderer                                                                                  | 72    |       |
| 7. November  | John Wesley Carroll                   | US-amerikanischer Maler und Lithograph                                                             | 67    |       |
| 7. November  | Martin Greiner                        | deutscher Germanist und Literaturwissenschaftler                                                   | 54    |       |
| 7. November  | Alberto Guerrero                      | chilenisch-kanadischer Komponist, Pianist und Klavierlehrer                                        | 73    |       |
| 7. November  | Michael Karpovich                     | russisch-US-amerikanischer Historiker                                                              | 71    |       |
| 7. November  | Victor McLaglen                       | britisch-US-amerikanischer Schauspieler                                                            | 72    |       |
| 7. November  | Alexander Alexandrowitsch Wesnin      | russisch-sowjetischer Architekt und Hochschullehrer                                                | 76    |       |
| 8. November  | Heleno de Freitas                     | brasilianischer Fußballspieler                                                                     | 38    |       |
| 8. November  | William Langer                        | US-amerikanischer Politiker                                                                        | 73    |       |
| 9. November  | Ramón Cabanillas                      | spanisch-galicischer Schriftsteller                                                                | 83    |       |
| 9. November  | William Bryant Cooper                 | US-amerikanischer Politiker                                                                        | 92    |       |
| 9. November  | Eero Lehtonen                         | finnischer Leichtathlet                                                                            | 61    |       |
| 9. November  | Amalric Walter                        | französischer Keramiker und Glasmacher                                                             | 89    |       |
| 10. November | Gertrud Bodenwieser                   | Tänzerin, Choreografin, Tanzlehrerin und Pionierin des Ausdruckstanzes                             | 69    |       |
| 10. November | Ernst Hautsch                         | deutscher Klassischer Philologe und Gymnasiallehrer                                                | 76    |       |
| 10. November | Felix Jacoby                          | deutscher Klassischer Philologe                                                                    | 83    |       |
| 10. November | Julius Keyl                           | deutscher Leichtathlet                                                                             | 81    |       |
| 10. November | Lupino Lane                           | britischer Bühnenkomiker und Schauspieler beim britischen wie US-amerikanischen Film               | 67    |       |
| 10. November | Sebastian Regler                      | deutscher Politiker (BVP, NSDAP)                                                                   | 74    |       |
| 11. November | Charles Chauvel                       | australischer Drehbuchautor, Filmregisseur und -produzent                                          | 62    |       |
| 11. November | August Freiherr von Korff             | deutscher Landrat                                                                                  | 79    |       |
| 11. November | Al LeConey                            | US-amerikanischer Sprinter und Olympiasieger                                                       | 58    |       |
| 11. November | Karl Magen                            | deutscher Politiker der CDU                                                                        | 68    |       |
| 11. November | Carl von Scapinelli                   | österreichisch-deutscher Schriftsteller                                                            | 83    |       |
| 11. November | Ernst Uebel                           | deutscher Komponist und Musiker                                                                    | 77    |       |
| 12. November | Amilcare Beretta                      | italienischer Schwimmer und Wasserballspieler                                                      | 73    |       |
| 12. November | William E. Evans                      | US-amerikanischer Politiker                                                                        | 81    |       |
| 12. November | Will E. Neal                          | US-amerikanischer Politiker                                                                        | 84    |       |
| 12. November | Carl Adolf Schleussner                | deutscher Chemiker und Fabrikant                                                                   | 64    |       |
| 12. November | Ernst Wackenroder                     | deutscher Kunsthistoriker und Denkmalpfleger                                                       | 83    |       |
| 13. November | Eliza Marian Butler                   | irischstämmige Germanistin                                                                         | 73    |       |
| 13. November | Ferdinand Dannmeyer                   | deutscher Meteorologe                                                                              | 79    |       |
| 13. November | Albert Léon Guérard                   | US-amerikanischer Literaturwissenschaftler und Universitätsprofessor                               | 79    |       |
| 13. November | Hermann Jantzen                       | russlanddeutscher mennonitischer Missionar                                                         | 93    |       |
| 13. November | Johannes Schmidt-Wodder               | dänischer Theologe und Politiker, Mitglied des Folketing                                           | 90    |       |
| 14. November | Andreas Heinrich Blesken              | Lehrer, westfälischer Autor und Heimatforscher                                                     | 85    |       |
| 14. November | Wilhelm Garten                        | deutscher Ingenieur                                                                                | 71    |       |
| 14. November | Al Cake Wichard                       | US-amerikanischer R&B- und Jazzmusiker                                                             | 40    |       |
| 15. November | Herbert W. Clutter                    | US-amerikanisches Mordopfer                                                                        | 48    |       |
| 15. November | Heinrich Hartmann                     | deutscher Krankenpfleger und Politiker                                                             | 72    |       |
| 15. November | Julius Keyl                           | deutscher Leichtathlet und Olympiateilnehmer                                                       | 81    |       |
| 15. November | Ante Mandić                           | jugoslawischer Politiker                                                                           | 78    |       |
| 15. November | Stevan Moljević                       | jugoslawischer Rechtsanwalt und Politiker                                                          | 71    |       |
| 15. November | Max Sillig                            | Schweizer Eishockeyspieler und -funktionär                                                         | 85    |       |
| 15. November | Charles Thomson Rees Wilson           | schottischer Physiker                                                                              | 90    |       |
| 16. November | Georg Brunner                         | deutscher Hockeyspieler                                                                            | 61    |       |
| 16. November | Gerd Burtchen                         | deutscher Karikaturist, Maler und Grafiker                                                         | 39    |       |
| 16. November | Meyer Robert Guggenheim               | US-amerikanischer Geschäftsmann und Diplomat                                                       | 74    |       |
| 16. November | Johannes von Gumppenberg              | deutscher Landwirt                                                                                 | 68    |       |
| 16. November | Fritz Hausberg                        | deutscher liberaler Politiker (DDP, DStP, LDPD)                                                    | 79    |       |
| 16. November | August Kirch                          | deutscher Politiker                                                                                | 79    |       |
| 16. November | Georg Merz                            | deutscher Theologe (lutherisch) und Hochschullehrer                                                | 67    |       |
| 16. November | Florencio Molina Campos               | argentinischer Illustrator und Maler                                                               | 68    |       |
| 16. November | Reuben Roddy                          | US-amerikanischer Jazzmusiker                                                                      | 53    |       |
| 16. November | Gregorij Rožman                       | slowenischer katholischer Priester und Bischof                                                     | 76    |       |
| 16. November | Ernst Uehli                           | Schweizer Lehrer, Anthroposoph und Schriftsteller                                                  | 84    |       |
| 16. November | Werner Zemp                           | Schweizer Lyriker und Essayist                                                                     | 53    |       |
| 17. November | Kurt Hermann Alverdes                 | deutscher Anatom und Hochschullehrer                                                               | 63    |       |
| 17. November | Carl Conradi                          | deutscher Architekt                                                                                | 84    |       |
| 17. November | Gustav Hummer                         | österreichisch-mährischer Politiker, Apotheker und Schriftsteller                                  | 81    |       |
| 17. November | Karl Mengele                          | deutscher Unternehmer                                                                              | 75    |       |
| 17. November | Robert Roth                           | Schweizer Ringer und Schwinger                                                                     | 61    |       |
| 17. November | Irene Seidner                         | österreichisch-US-amerikanische Schauspielerin                                                     | 78    |       |
| 17. November | Heitor Villa-Lobos                    | brasilianischer Komponist                                                                          | 72    |       |
| 18. November | Alexander Jakowlewitsch Chintschin    | sowjetischer Mathematiker                                                                          | 65    |       |
| 18. November | Arthur Klauser                        | Polizeipräsident von Wien                                                                          | 70    |       |
| 18. November | Paul Lebeau                           | französischer Chemiker                                                                             | 90    |       |
| 18. November | Fritz Rück                            | sozialistischer Politiker und Gewerkschafter                                                       | 64    |       |
| 18. November | Arkadi Samoilowitsch Schaichet        | sowjetischer Fotograf                                                                              |       |       |
| 18. November | Anna Vavak                            | tschechisch-österreichische Widerstandskämpferin                                                   | 46    |       |
| 19. November | Oskar Naegeli                         | Schweizer Schachmeister, Chefarzt für Dermatologie an der Uniklinik Bern                           | 74    |       |
| 19. November | Otto Friedrich Ranke                  | deutscher Physiologe und Hochschullehrer                                                           | 60    |       |
| 19. November | Rudolf Streiff-Becker                 | Schweizer Unternehmer, Föhnforscher und Glaziologe, Autor und Maler                                | 86    |       |
| 19. November | Otto Thiel                            | deutscher Verbandsfunktionär und Politiker (DVP), MdR                                              | 75    |       |
| 19. November | Edward Tolman                         | US-amerikanischer Psychologe                                                                       | 73    |       |
| 19. November | Kurt C. Volkhart                      | deutscher Ingenieur, Konstrukteur, Rennfahrer und erster Fahrer eines Raketenfahrzeuges            | 69    |       |
| 20. November | Alfredo Fraschina                     | Schweizer Journalist und Politiker (FDP)                                                           | 76    |       |
| 20. November | Paul Hentschel                        | deutscher Politiker (SED)                                                                          | 46    |       |
| 20. November | Franz Juraschek                       | österreichischer Kunsthistoriker und Landeskonservator                                             | 64    |       |
| 20. November | Adolf Knakrick                        | deutscher Kommunalpolitiker                                                                        | 73    |       |
| 20. November | Alfonso López Pumarejo                | kolumbianischer Politiker, Präsident von Kolumbien (1934–1938 und 1942–1945)                       | 73    |       |
| 20. November | Carl Moser                            | Schweizer Politiker                                                                                | 92    |       |
| 20. November | J. R. Tremblay                        | kanadischer Schauspieler und Autor                                                                 | 76    |       |
| 20. November | Hermann Weißenborn                    | deutscher Bariton und Gesangspädagoge                                                              | 83    |       |
| 21. November | Max Baer                              | US-amerikanischer Boxweltmeister im Schwergewicht                                                  | 50    |       |
| 21. November | Tönnes Björkman                       | schwedischer Sportschütze                                                                          | 71    |       |
| 21. November | Bertus Freese                         | niederländischer Fußballspieler                                                                    | 57    |       |
| 21. November | Theodor Fromme                        | deutscher Computerpionier                                                                          | 51    |       |
| 21. November | Erik Gren                             | schwedischer Althistoriker, Byzantinist und Bibliothekar                                           | 55    |       |
| 21. November | Rosa Gutknecht                        | Zürcher Theologin und Pfarrerin                                                                    | 74    |       |
| 21. November | Molla Mallory                         | norwegisch-US-amerikanische Tennisspielerin                                                        | 75    |       |
| 21. November | Gustav Zindel                         | deutscher Künstler aus dem Erzgebirge                                                              | 76    |       |
| 22. November | Jiver Hutchinson                      | jamaikanischer Bandleader und Jazz-Trompeter                                                       | 53    |       |
| 22. November | Sam M. Lewis                          | US-amerikanischer Songtexter                                                                       | 74    |       |
| 22. November | Gérard Philipe                        | französischer Filmschauspieler                                                                     | 36    |       |
| 22. November | Eggert Reeder                         | deutscher Verwaltungsjurist, Politiker, Verwaltungschef von Belgien und Nordfrankreich (1940–1944) | 65    |       |
| 22. November | Rudolf Riege                          | deutscher Maler und Graphiker                                                                      | 67    |       |
| 22. November | Jaroslav Skobla                       | tschechoslowakischer Gewichtheber                                                                  | 60    |       |
| 23. November | Friedrich Bolte                       | deutscher Politiker (NSDAP), MdR, MdL                                                              | 62    |       |
| 23. November | John Edwards                          | britischer Politiker, Mitglied des House of Commons                                                | 55    |       |
| 23. November | Zygmunt Klukowski                     | polnischer Arzt und Autor                                                                          | 74    |       |
| 23. November | Peter Kunz                            | deutscher Pädagoge, Landtagsabgeordneter                                                           | 87    |       |
| 23. November | Olha Petljura                         | ukrainische Lehrerin                                                                               | 75    |       |
| 23. November | Aaron Sapiro                          | US-amerikanischer Rechtsanwalt und landwirtschaftlicher Genossenschaftler                          | 75    |       |
| 24. November | Boris Michailowitsch Eichenbaum       | russischer Literaturwissenschaftler und Vertreter des russischen Formalismus                       | 73    |       |
| 24. November | Stepan Dmitrijewitsch Ersja           | russischer Bildhauer                                                                               | 83    |       |
| 24. November | Ion Gigurtu                           | rumänischer Politiker                                                                              | 73    |       |
| 24. November | Paul Koch                             | deutscher Jurist                                                                                   | 80    |       |
| 24. November | Maurice Léturgie                      | französischer Radrennfahrer                                                                        | 73    |       |
| 24. November | Juri Nikolajewitsch Libedinski        | russischer Schriftsteller und Kritiker                                                             | 60    |       |
| 24. November | Rudolf Mackowitz                      | österreichischer Journalist und Politiker (ÖVP), Abgeordneter zum Nationalrat                      | 44    |       |
| 24. November | Leslie Morshead                       | australischer Generalleutnant                                                                      | 70    |       |
| 24. November | Edmund Schaefer                       | deutscher Graphiker, Maler, Hochschullehrer                                                        | 79    |       |
| 24. November | Achill Scheuerle                      | deutscher Kaufmann und Senator (Bayern)                                                            | 81    |       |
| 25. November | Louis Comte                           | Schweizer Mediziner, Forensiker und Professor für Rechtsmedizin                                    | 89    |       |
| 25. November | Jean Grémillon                        | französischer Filmregisseur                                                                        | 58    |       |
| 25. November | Richard Laqueur                       | deutscher Althistoriker und Klassischer Philologe                                                  | 78    |       |
| 25. November | Wolfgang Siebert                      | deutscher Jurist, Professor für Rechtswissenschaften und Mitglied der Kieler Schule                | 54    |       |
| 25. November | Berend de Vries                       | ostfriesischer Autor                                                                               | 75    |       |
| 26. November | Stanko Bloudek                        | slowenischer Ingenieur, Flugpionier und Sportfunktionär                                            | 69    |       |
| 26. November | Gustav Canaval                        | österreichischer Journalist                                                                        | 61    |       |
| 26. November | Custodio Dos Reis                     | französischer Radrennfahrer                                                                        | 36    |       |
| 26. November | Albert Ketèlbey                       | englischer Komponist                                                                               | 84    |       |
| 26. November | Anders Woldseth                       | norwegischer Skispringer                                                                           | 25    |       |
| 27. November | Rufus C. Holman                       | US-amerikanischer Politiker                                                                        | 82    |       |
| 27. November | Grenville Morris                      | walisischer Fußballspieler                                                                         | 82    |       |
| 27. November | Friedrich Leopold von Preußen         | deutscher Adeliger und Maler                                                                       | 64    |       |
| 27. November | Irnfried von Wechmar                  | deutscher Offizier und Journalist                                                                  | 60    |       |
| 28. November | Lathrop Brown                         | US-amerikanischer Politiker                                                                        | 76    |       |
| 28. November | Thomas R. Cooley                      | Admiral der United States Navy                                                                     | 66    |       |
| 28. November | Albert Devèze                         | belgischer Politiker                                                                               | 78    |       |
| 28. November | Ludwig Egidius Ronig                  | deutscher Kunst- und Glasmaler                                                                     | 74    |       |
| 29. November | Fritz Brun                            | Schweizer Komponist und Dirigent                                                                   | 81    |       |
| 29. November | Adolf Hartmann                        | Schweizer Chemiker                                                                                 | 77    |       |
| 29. November | Hans Henny Jahnn                      | deutscher Schriftsteller, politischer Publizist, Orgelreformer und Musikverleger                   | 64    |       |
| 29. November | Josef König                           | deutscher SED-Funktionär in der DDR                                                                | 70    |       |
| 29. November | Govind Sakharam Sardesai              | indischer Beamter und Historiker                                                                   | 94    |       |
| 29. November | Rudolf Towarek                        | österreichischer Generalmajor und Kommandant der Theresianischen Militärakademie                   | 74    |       |
| 29. November | Egon Vietta                           | deutscher Reiseschriftsteller, Essayist, Dramatiker und Kritiker                                   | 56    |       |
| 30. November | Kegham Kavafian                       | armenisch-osmanischer Architekt                                                                    |       |       |
| 30. November | Fritz Mitterhauser                    | österreichischer Politiker (ÖVP), Landtagsabgeordneter                                             | 64    |       |
| 30. November | Karl Richter                          | schwedischer Sportschütze                                                                          | 82    |       |
| 30. November | Georg Schumann                        | deutscher Fußballspieler                                                                           | 61    |       |
| November     | Achille Philip                        | französischer Organist und Komponist                                                               | 81    |       |

## Dezember
| Tag          | Name                            | Beruf, bekannt als                                                                                      | Alter | Beleg |
| ------------ | ------------------------------- | --- | ----- | ----- |
| 1. Dezember  | Peter Christel Asmussen         | deutscher Politiker (FDP), MdL                                                                          | 72    |       |
| 1. Dezember  | Caitlín Brugha                  | irische Politikerin                                                                                     | 79    |       |
| 1. Dezember  | Jaap Kool                       | niederländischer Komponist, Musikwissenschaftler, Jazz-Saxophonist, Pädagoge und Autor                  |       |       |
| 1. Dezember  | Karl Latteyer                   | deutscher Architekt                                                                                     | 75    |       |
| 1. Dezember  | Karl Schneider-Carius           | deutscher Meteorologe                                                                                   | 63    |       |
| 1. Dezember  | Max Ernst Unger                 | deutscher Musiker und Musikwissenschaftler                                                              | 76    |       |
| 2. Dezember  | John August Anderson            | US-amerikanischer Astronom                                                                              | 83    |       |
| 2. Dezember  | Fritz Bache                     | deutscher Fußballspieler                                                                                | 61    |       |
| 2. Dezember  | Heinrich Brechling              | deutscher Jurist und Politiker                                                                          | 62    |       |
| 02. Dezember | Stanisław Cikowski              | polnischer Fußballspieler                                                                               | 60    |       |
| 2. Dezember  | Sidney Desvigne                 | US-amerikanischer Jazz-Trompeter                                                                        | 64    |       |
| 2. Dezember  | Paul Dobers                     | deutscher Maler und Hochschullehrer                                                                     | 74    |       |
| 2. Dezember  | Albert J. Engel                 | US-amerikanischer Politiker                                                                             | 71    |       |
| 2. Dezember  | Josef Hutter                    | tschechischer Musikwissenschaftler und -pädagoge                                                        | 65    |       |
| 2. Dezember  | Walther von Ungern-Sternberg    | deutscher Jagdmaler, Tiermaler, Illustrator, Journalist und Schriftsteller                              | 78    |       |
| 3. Dezember  | Hubert Summers Ellis            | US-amerikanischer Politiker                                                                             | 72    |       |
| 3. Dezember  | Otto von Heydebreck             | deutscher Journalist                                                                                    | 72    |       |
| 3. Dezember  | Ödön Márffy                     | ungarischer Maler und Grafiker                                                                          | 81    |       |
| 3. Dezember  | Rhoderick McGrigor              | britischer Admiral of the Fleet                                                                         | 66    |       |
| 3. Dezember  | Christian Meier                 | Schweizer Politiker (SP)                                                                                | 70    |       |
| 3. Dezember  | Walter D. Seed                  | US-amerikanischer Politiker                                                                             | 95    |       |
| 3. Dezember  | Juozapas Jonas Skvireckas       | römisch-katholischer Erzbischof von Kaunas                                                              | 86    |       |
| 4. Dezember  | Dietrich Ballehr                | deutscher Seemann                                                                                       |       |       |
| 4. Dezember  | Emil Felden                     | deutscher evangelischer Theologe, Politiker, MdR, MdBB und Schriftsteller                               | 85    |       |
| 4. Dezember  | Georg Lockemann                 | deutscher Chemiker                                                                                      | 88    |       |
| 4. Dezember  | Hubert Marischka                | österreichischer Schauspieler, Operettensänger (Tenor), Regisseur und Drehbuchautor                     | 77    |       |
| 4. Dezember  | Oscar Mauritz                   | deutscher Theologe, Domprediger in Bremen                                                               | 92    |       |
| 4. Dezember  | Keith Neville                   | US-amerikanischer Politiker                                                                             | 75    |       |
| 5. Dezember  | Médard Brogly                   | deutsch-französischer Politiker                                                                         | 81    |       |
| 5. Dezember  | Maurice Burrus                  | elsässischer Unternehmer, Politiker und Philatelist                                                     | 77    |       |
| 5. Dezember  | Percival Davson                 | britischer Tennisspieler und Fechter                                                                    | 82    |       |
| 5. Dezember  | Josef Holler                    | deutscher Jurist                                                                                        | 78    |       |
| 5. Dezember  | Karl August Kipp                | deutscher Widerstandskämpfer gegen den Nationalsozialismus, SS- und KPD-Mitglied                        |       |       |
| 5. Dezember  | Alcides Paiva                   | brasilianischer Wasserballspieler                                                                       | 65    |       |
| 5. Dezember  | Frank Schell                    | US-amerikanischer Ruderer                                                                               | 75    |       |
| 5. Dezember  | Carl Stange                     | deutscher lutherischer Theologe                                                                         | 89    |       |
| 6. Dezember  | Hugo Blaschke                   | deutscher Zahnarzt und SS-Führer                                                                        | 78    |       |
| 6. Dezember  | Emil Bock                       | deutscher Priester, Anthroposoph und Schriftsteller                                                     | 64    |       |
| 6. Dezember  | John W. Crowfoot                | britischer Archäologe                                                                                   | 86    |       |
| 6. Dezember  | Hans Danckwortt                 | deutscher Rechtsanwalt                                                                                  | 84    |       |
| 6. Dezember  | Georg Glock                     | deutscher Politiker                                                                                     |       |       |
| 6. Dezember  | Anna Lindemann                  | deutsche Pädagogin, Redakteurin und Hochschullehrerin                                                   | 67    |       |
| 6. Dezember  | Erhard Schmidt                  | deutscher Mathematiker und Mitbegründer der modernen abstrakten Funktionalanalysis                      | 83    |       |
| 6. Dezember  | Gottlieb Schuller               | österreichischer Glasmaler und Mosaikkünstler                                                           | 80    |       |
| 6. Dezember  | Gustav Waldt                    | deutscher Lehrer, Dichter und Schriftsteller                                                            | 76    |       |
| 7. Dezember  | Peter Cremerius                 | deutscher Verwaltungsjurist und Landrat                                                                 | 66    |       |
| 7. Dezember  | Bernard Goldstein               | polnischer Politiker                                                                                    |       |       |
| 7. Dezember  | Charlie Hall                    | englischer Schauspieler                                                                                 | 60    |       |
| 7. Dezember  | Wilhelm Kiwit                   | deutscher Verwaltungsbeamter und Oberbürgermeister                                                      | 76    |       |
| 7. Dezember  | Ada Müller-Braunschweig         | deutsche Psychoanalytikerin                                                                             | 61    |       |
| 7. Dezember  | Fritz Polensky                  | deutscher Bauingenieur und Bauunternehmer                                                               | 83    |       |
| 7. Dezember  | Helena Schilizzi                | griechische Stifterin, Ehefrau von Eleftherios Venizelos                                                | 85    |       |
| 8. Dezember  | Jack Binns                      | britischer Schiffsfunker                                                                                | 75    |       |
| 8. Dezember  | Walter Diekmann                 | deutscher Politiker, MdL                                                                                | 61    |       |
| 8. Dezember  | Friedrich Hoppe                 | deutscher Lehrer, Chronist, Museumsleiter und Stadtdirektor in Naumburg (Saale)                         | 80    |       |
| 8. Dezember  | Iivari Kyykoski                 | finnischer Turner                                                                                       | 78    |       |
| 8. Dezember  | Jorge Moreau                    | argentinischer Schwimmer und Wasserballspieler                                                          | 51    |       |
| 9. Dezember  | Heinrich Friedrich Busche       | deutscher Bergmann und Politiker, MdL                                                                   | 74    |       |
| 9. Dezember  | Tony Canzoneri                  | US-amerikanischer Boxer                                                                                 | 51    |       |
| 9. Dezember  | Wilhelm Franke                  | deutscher Politiker (CDU, SPD), MdL                                                                     | 66    |       |
| 9. Dezember  | Kurt Held                       | deutsch-schweizerischer Schriftsteller                                                                  | 62    |       |
| 9. Dezember  | Friedrich von Herrenschwand     | österreichischer Augenarzt und Medizinhistoriker                                                        | 78    |       |
| 10. Dezember | Franz Albermann                 | deutscher Kunstbildhauer und Reliefkünstler                                                             | 81    |       |
| 10. Dezember | Johann Baptist Dietz            | deutscher katholischer Bischof                                                                          | 80    |       |
| 10. Dezember | Rudolf Erbach                   | deutscher Schiffbauer                                                                                   | 79    |       |
| 10. Dezember | Max L. W. Laistner              | britisch-US-amerikanischer Historiker                                                                   | 69    |       |
| 10. Dezember | Anna Mungunda                   | namibische Unabhängigkeitskämferin                                                                      |       |       |
| 10. Dezember | Avery Parrish                   | US-amerikanischer Jazz-Pianist und Komponist des Swing                                                  | 42    |       |
| 10. Dezember | Agnes Schultheiß                | deutsche Pädagogin, Frauenrechtlerin und Stadträtin in Ulm                                              | 86    |       |
| 10. Dezember | Heinrich Sellmann               | deutscher Politiker, MdL                                                                                | 60    |       |
| 10. Dezember | Henri Vidal                     | französischer Schauspieler                                                                              | 40    |       |
| 10. Dezember | Eskil Wedholm                   | schwedischer Schwimmer                                                                                  | 68    |       |
| 11. Dezember | Rudolf Dahms                    | deutscher Klassischer Philologe und Gymnasiallehrer                                                     | 79    |       |
| 11. Dezember | August Dubbers                  | deutscher Kaufmann, Unternehmer und Honorarkonsul                                                       | 86    |       |
| 11. Dezember | Gustaf Johnsson                 | schwedischer Turner und Diplomat                                                                        | 69    |       |
| 11. Dezember | Philipp Fürchtegott Reemtsma    | deutscher Unternehmer und Kunstmäzen                                                                    | 65    |       |
| 11. Dezember | Friedrich von Spee              | preußischer Landrat                                                                                     | 77    |       |
| 12. Dezember | Marcella Craft                  | US-amerikanische Sopranistin                                                                            | 85    |       |
| 12. Dezember | Lorenzo Dalmazzo                | italienischer Generalleutnant                                                                           | 73    |       |
| 12. Dezember | Adam Hornbach                   | deutscher Gewerkschafter                                                                                | 86    |       |
| 12. Dezember | Hans Kämpfer                    | Schweizer Fußballspieler                                                                                | 74    |       |
| 12. Dezember | Gyula Kiss                      | ungarischer Fußballspieler                                                                              | 43    |       |
| 12. Dezember | Russell Simpson                 | US-amerikanischer Schauspieler                                                                          |       |       |
| 13. Dezember | August Heyn                     | deutscher Reformpädagoge                                                                                | 80    |       |
| 13. Dezember | Charlie Johnson                 | US-amerikanischer Jazz-Pianist und Bandleader                                                           | 68    |       |
| 13. Dezember | William Lee Knous               | US-amerikanischer Jurist und Politiker                                                                  | 70    |       |
| 13. Dezember | Jules Kruger                    | elsässischer Kameramann mit überragender Karriere beim französischen Vorkriegsfilm                      | 68    |       |
| 13. Dezember | Ingrid Vang Nyman               | dänische Buchillustratorin                                                                              | 43    |       |
| 13. Dezember | Peter Platzer                   | österreichischer Fußballspieler                                                                         | 49    |       |
| 13. Dezember | Jiří Weil                       | tschechischer Schriftsteller, Literaturkritiker, Journalist und Übersetzer                              | 59    |       |
| 13. Dezember | Stanley Whitford                | australischer Politiker (South Australia)                                                               | 81    |       |
| 14. Dezember | Lizzy Ansingh                   | niederländische Malerin, Zeichnerin und Lithografin und Mitglied der Amsterdamse Joffers                | 84    |       |
| 14. Dezember | Otto Bottin                     | deutscher Politiker                                                                                     | 75    |       |
| 14. Dezember | Reinhold Braun                  | deutscher Erzähler, Lyriker und Verfasser von Biografien                                                | 80    |       |
| 14. Dezember | Armando Cougnet                 | italienischer Journalist, Renndirektor des Giro d’Italia                                                | 79    |       |
| 14. Dezember | Oskar Höcker                    | deutscher Schauspieler und Schriftsteller                                                               | 67    |       |
| 14. Dezember | Carl Koenen                     | deutscher Unternehmer                                                                                   | 87    |       |
| 14. Dezember | Emil Leweke                     | deutscher NSDAP-Funktionär, Landrat des Kreises Halle (1934–1945)                                       | 66    |       |
| 14. Dezember | Stanley Spencer                 | britischer Maler                                                                                        | 68    |       |
| 15. Dezember | Hans Balzli                     | Schweizer Arzt und Homöopath                                                                            | 66    |       |
| 15. Dezember | Seán Goulding                   | irischer Politiker                                                                                      |       |       |
| 15. Dezember | Ferdinand Hestermann            | deutscher Ethnologe und Hochschullehrer                                                                 | 81    |       |
| 15. Dezember | Nathan Netter                   | deutsch-französischer Rabbiner und Politiker                                                            | 93    |       |
| 15. Dezember | Alois Witrisal                  | österreichischer Politiker (ÖVP), Abgeordneter zum Nationalrat                                          | 72    |       |
| 16. Dezember | Alfred Ahrens                   | deutscher Politiker, MdL                                                                                | 60    |       |
| 16. Dezember | Hermann Bischoff                | deutscher Politiker (KPD/SED), MdL                                                                      | 84    |       |
| 16. Dezember | John James Bowlen               | kanadischer Politiker und Landwirt                                                                      | 83    |       |
| 16. Dezember | Georg Drumm                     | deutsch-US-amerikanischer Musiker                                                                       | 85    |       |
| 16. Dezember | François Gény                   | französischer Rechtsgelehrter                                                                           | 97    |       |
| 16. Dezember | Hans Piekenbrock                | deutscher Offizier und Generalleutnant im Zweiten Weltkrieg                                             | 66    |       |
| 17. Dezember | Karl Kohl (Radsportler)         | deutscher Radrennfahrer                                                                                 | 66    |       |
| 17. Dezember | Paul Kohl                       | deutscher Radrennfahrer                                                                                 | 65    |       |
| 17. Dezember | Andrej Nikolow                  | bulgarischer Bildhauer                                                                                  | 81    |       |
| 18. Dezember | Clyde L. Garrett                | US-amerikanischer Politiker                                                                             | 74    |       |
| 18. Dezember | István Ráth-Végh                | ungarischer Jurist und Schriftsteller                                                                   | 89    |       |
| 18. Dezember | Wilhelm Schomburgk              | deutscher Jurist, Bankier, Fußballspieler und Präsident des Deutschen Tennis-Bundes                     | 77    |       |
| 19. Dezember | Rudolf Harzer                   | deutscher Jurist und Präsident des Evangelisch-Lutherischen Landeskirchenamtes Sachsen                  | 60    |       |
| 19. Dezember | Carlo Lombardo                  | italienischer Operettenkomponist und -librettist                                                        | 90    |       |
| 19. Dezember | Andrés Martínez Trueba          | uruguayischer Politiker und Präsident seines Landes                                                     | 75    |       |
| 19. Dezember | Otto Quelle                     | deutscher Geograph                                                                                      | 80    |       |
| 20. Dezember | Jenő Bory                       | ungarischer Bildhauer und Architekt                                                                     | 80    |       |
| 20. Dezember | Hermann von Lenz                | deutscher Offizier, Generalmajor                                                                        | 87    |       |
| 20. Dezember | Paul Litten                     | deutscher Jurist                                                                                        | 80    |       |
| 20. Dezember | Juhan Simm                      | estnischer Komponist                                                                                    | 74    |       |
| 20. Dezember | Wojciech Turowski               | polnischer Priester, Pallottiner und Generalrektor                                                      | 65    |       |
| 21. Dezember | Thomas A. Jenkins               | US-amerikanischer Politiker                                                                             | 79    |       |
| 21. Dezember | Arvi Pohjanpää                  | finnischer Turner                                                                                       | 72    |       |
| 22. Dezember | Alex Conrad                     | argentinischer klassischer Pianist und Musikpädagoge                                                    | 59    |       |
| 22. Dezember | Guido Fischer                   | deutscher Zahnarzt und Hochschullehrer                                                                  | 82    |       |
| 22. Dezember | Gilda Gray                      | US-amerikanisch-polnische Schauspielerin                                                                | 58    |       |
| 22. Dezember | Pasquale Jannaccone             | italienischer Wirtschaftswissenschaftler                                                                | 87    |       |
| 22. Dezember | Josef Oberkofler                | österreichischer NS-Funktionär                                                                          | 58    |       |
| 23. Dezember | Janusz de Beaurain              | polnischer Brigadegeneral                                                                               | 65    |       |
| 23. Dezember | Hermann Gocht                   | deutscher Pfarrer und erster Sächsischer Gehörlosenseelsorger                                           | 97    |       |
| 23. Dezember | Emil Ketterer                   | deutscher NS-Arzt, Stadtrat und Sportfunktionär                                                         | 76    |       |
| 23. Dezember | Ettore Massari                  | italienischer Turner                                                                                    | 76    |       |
| 23. Dezember | Laura Polanyi Stricker          | ungarisch-US-amerikanische Historikerin                                                                 | 77    |       |
| 23. Dezember | Hessel de Vries                 | niederländischer Biophysiker                                                                            | 43    |       |
| 23. Dezember | Edward Wood, 1. Earl of Halifax | britischer Politiker, Mitglied des House of Commons, Vizekönig von Indien und britischer Außenpolitiker | 78    |       |
| 24. Dezember | William Cameron Forbes          | US-amerikanischer Politiker, Diplomat, Schriftsteller und Investmentbanker                              | 89    |       |
| 24. Dezember | Edmund Goulding                 | britisch-US-amerikanischer Filmregisseur                                                                | 68    |       |
| 24. Dezember | Károly Jordan                   | ungarischer Mathematiker                                                                                | 88    |       |
| 24. Dezember | Karl Kerzinger                  | deutscher Bildhauer und Zeichner                                                                        | 69    |       |
| 25. Dezember | Zoltán Blum                     | ungarischer Fußballspieler und -trainer                                                                 | 67    |       |
| 25. Dezember | Max Hempel                      | deutscher Militärmusiker und Komponist                                                                  | 82    |       |
| 25. Dezember | Otto Höchtl                     | deutscher Verwaltungsjurist und Kommunalpolitiker                                                       |       |       |
| 25. Dezember | Marcel Kammerer                 | österreichischer Architekt und Maler                                                                    | 81    |       |
| 25. Dezember | Herbert West                    | deutscher Gewerkschafter (FDGB), Erster Sekretär der KdT                                                | 48    |       |
| 26. Dezember | Sophus Hansen                   | deutscher Maler                                                                                         | 88    |       |
| 26. Dezember | Justin Joseph McCarthy          | US-amerikanischer Geistlicher, Bischof von Camden                                                       | 59    |       |
| 26. Dezember | Käthe Münzer                    | deutsche Malerin und Karikaturistin                                                                     | 82    |       |
| 27. Dezember | Howard K. Beale                 | US-amerikanischer Neuzeithistoriker                                                                     | 60    |       |
| 27. Dezember | William Robert Fearon           | irischer Biochemiker und Politiker                                                                      |       |       |
| 27. Dezember | Heinrich Forschner der Jüngere  | deutscher Prähistoriker                                                                                 | 79    |       |
| 27. Dezember | Schah Mahmud Khan               | afghanischer Politiker                                                                                  | 72    |       |
| 27. Dezember | Dietrich Kralik                 | österreichischer Altgermanist                                                                           | 75    |       |
| 27. Dezember | Karl Krisch                     | österreichischer Gewerkschafter und Politiker (SPÖ), Abgeordneter zum Nationalrat                       | 68    |       |
| 27. Dezember | Hanns Leo Reich                 | österreichischer Schauspieler, Drehbuchautor, Journalist und Schriftsteller                             | 57    |       |
| 27. Dezember | Alfonso Reyes                   | mexikanischer Schriftsteller, Dichter und Diplomat                                                      | 70    |       |
| 28. Dezember | Fernand Bouisson                | französischer Politiker                                                                                 | 85    |       |
| 28. Dezember | Walter Buhle                    | deutscher Offizier, General der Infanterie und Chef des Heeresstabes im Oberkommando der Wehrmacht      | 65    |       |
| 28. Dezember | Adolf Kahlen                    | deutscher Politiker (FDP), MdL                                                                          | 67    |       |
| 28. Dezember | Tommy McCarthy                  | kanadischer Eishockeyspieler                                                                            | 66    |       |
| 28. Dezember | Ante Pavelić                    | kroatischer Politiker, Faschist und Führer des Unabhängigen Staates Kroatien (1941–1945)                | 70    |       |
| 28. Dezember | Ioan Tănăsescu                  | rumänischer Chemiker                                                                                    | 67    |       |
| 28. Dezember | Karl Vanselow                   | deutscher Schriftsteller, Verleger und Fotograf                                                         | 82    |       |
| 29. Dezember | Otto Paul Burghardt             | deutscher Architekt                                                                                     | 84    |       |
| 29. Dezember | Theodor Geringhoff              | deutscher Politiker, MdL                                                                                | 63    |       |
| 29. Dezember | Katāy Dōn Sasōrit               | laotischer Politiker in der Unabhängigkeitsbewegung und Minister in mehreren Kabinetten (bis 1958)      | 55    |       |
| 29. Dezember | Robin Milford                   | englischer Komponist                                                                                    | 56    |       |
| 29. Dezember | Wilhelm Peterle                 | österreichischer Architekt                                                                              | 66    |       |
| 29. Dezember | Otto Schatzker                  | österreichischer Kunsthändler                                                                           | 74    |       |
| 30. Dezember | Clinton Clauson                 | US-amerikanischer Politiker                                                                             | 61    |       |
| 30. Dezember | Gustav Grossmann                | deutscher Kapellmeister und Komponist                                                                   | 69    |       |
| 30. Dezember | Hansjörg Maurer                 | deutscher Tierarzt und Redakteur                                                                        | 68    |       |
| 30. Dezember | Matthäus Schlager               | österreichischer Architekt, Dombaumeister in Linz                                                       | 89    |       |
| 31. Dezember | Henrique de Azevedo Futuro      | brasilianischer Brigadegeneral                                                                          | 73    |       |
| 31. Dezember | Woldemar Brinkmann              | deutscher Architekt                                                                                     | 69    |       |
| 31. Dezember | Peter Claussen                  | deutscher Botaniker und Mykologe                                                                        | 82    |       |
| 31. Dezember | Romolo Ferrari                  | italienischer Gitarrist, Komponist und Professor für Kontrabass                                         | 65    |       |
| 31. Dezember | Werner Kienitz                  | deutscher General der Infanterie im Zweiten Weltkrieg                                                   | 74    |       |
| 31. Dezember | Bella Martens                   | deutsche Kunsthistorikerin                                                                              | 68    |       |
| 31. Dezember | Wilhelm Schindelhauer           | deutscher Kaufmann und Politiker                                                                        | 72    |       |
| Dezember     | Shelton Hemphill                | US-amerikanischer Jazztrompeter                                                                         | 53    |       |
| Dezember     | Willie Hightower                | US-amerikanischer Jazzmusiker (Trompete, Kornett)                                                       | 71    |       |
| Dezember     | Greta Oechsner                  | deutsche Stifterin                                                                                      | 74    |       |